# Bodil Holmström
Bodil Holmström, född den 19 juni 1981 är finländsk orienterare som tog VM-brons i stafett 2009, hon har även tagit ett JVM-brons i stafett 2001 och ett NM-brons i stafett 2007.